# Hermannia dentipes
Hermannia dentipes är en kvalsterart som beskrevs av Giovanni Canestrini 1898. Hermannia dentipes ingår i släktet Hermannia och familjen Hermanniidae. Inga underarter finns listade i Catalogue of Life.